# Artyom Aleksandrovich Apalkin
Artyom Aleksandrovich Apalkin (tiếng Nga: Артём Александрович Апалькин; sinh ngày 1 tháng 11 năm 1998) là một cầu thủ bóng đá người Nga. Anh thi đấu cho F.K. Orenburg-2.

## Sự nghiệp câu lạc bộ
Anh có màn ra mắt tại Giải bóng đá chuyên nghiệp quốc gia Nga cho F.K. Dynamo Barnaul vào ngày 9 tháng 8 năm 2017 trong trận đấu với FC Irtysh Omsk.